# Suillia ustulata
Suillia ustulata – gatunek muchówki z rodziny błotniszkowatych.
Gatunek ten opisany został w 1830 roku przez Johanna Wilhelma Meigena jako Helomyza ustulata.
Muchówka o ciele długości od 6,5 do 9 mm. Głowę jej charakteryzuje ciemna plamka na łączeniu czoła i twarzy oraz podwójne wibrysy. Czułki są ciemne, o prawie nagich aristach. Włoski aristy są krótsze niż szerokość jej nabrzmiałej nasady. Tułów jej cechują: brak szczecinek barkowych, nagie pteropleury i mezopleury, dolna strona i wierzch tarczki oraz bardzo drobno owłosiona część hypopleurów poniżej przetchlinek. Skrzydła odznaczają się silnie przyciemnionymi żyłkami poprzecznymi. Przednia para odnóży samca ma na pierwszym członie stóp długie włoski. Narządy rozrodcze samca charakteryzują się endytami o kształcie prostych, długich, grubych i spiczastych płatów.
Owad znany z Wielkiej Brytanii, Francji, Niemiec, Danii, Szwecji, Szwajcarii, Austrii, Włoch, Polski, Czech, Słowacji, Węgier, Chorwacji, Rumunii i Kaukazu.